# Іздебкі-Вонси
Іздебкі-Вонси (пол. Izdebki-Wąsy) — село в Польщі, у гміні Збучин Седлецького повіту Мазовецького воєводства.
Населення — 140 осіб (2011).
У 1975-1998 роках село належало до Седлецького воєводства.

## Демографія
Демографічна структура станом на 31 березня 2011 року:
|          | Загалом | Допрацездатний вік | Працездатний вік | Постпрацездатний вік |
| -------- | ------- | ------------------ | ---------------- | -------------------- |
| Чоловіки | 76      | 15                 | 47               | 14                   |
| Жінки    | 64      | 4                  | 35               | 25                   |
| Разом    | 140     | 19                 | 82               | 39                   |